# 广西假毛蕨
广西假毛蕨（学名：Pseudocyclosorus guangxiensis）为金星蕨科假毛蕨属下的一个种。其种加词“guangxiensis”意为“广西的”。